# PSA DV6
Con la sigla PSA DV6 si intende un motore diesel di fascia medio-bassa per uso automobilistico prodotto a partire dal 2003 da una joint venture tra il gruppo automobilistico francese PSA e il gruppo automobilistico statunitense Ford. Presso la Casa dell'Ovale, tale motore è conosciuto con la sigla DLD-416.

## Caratteristiche

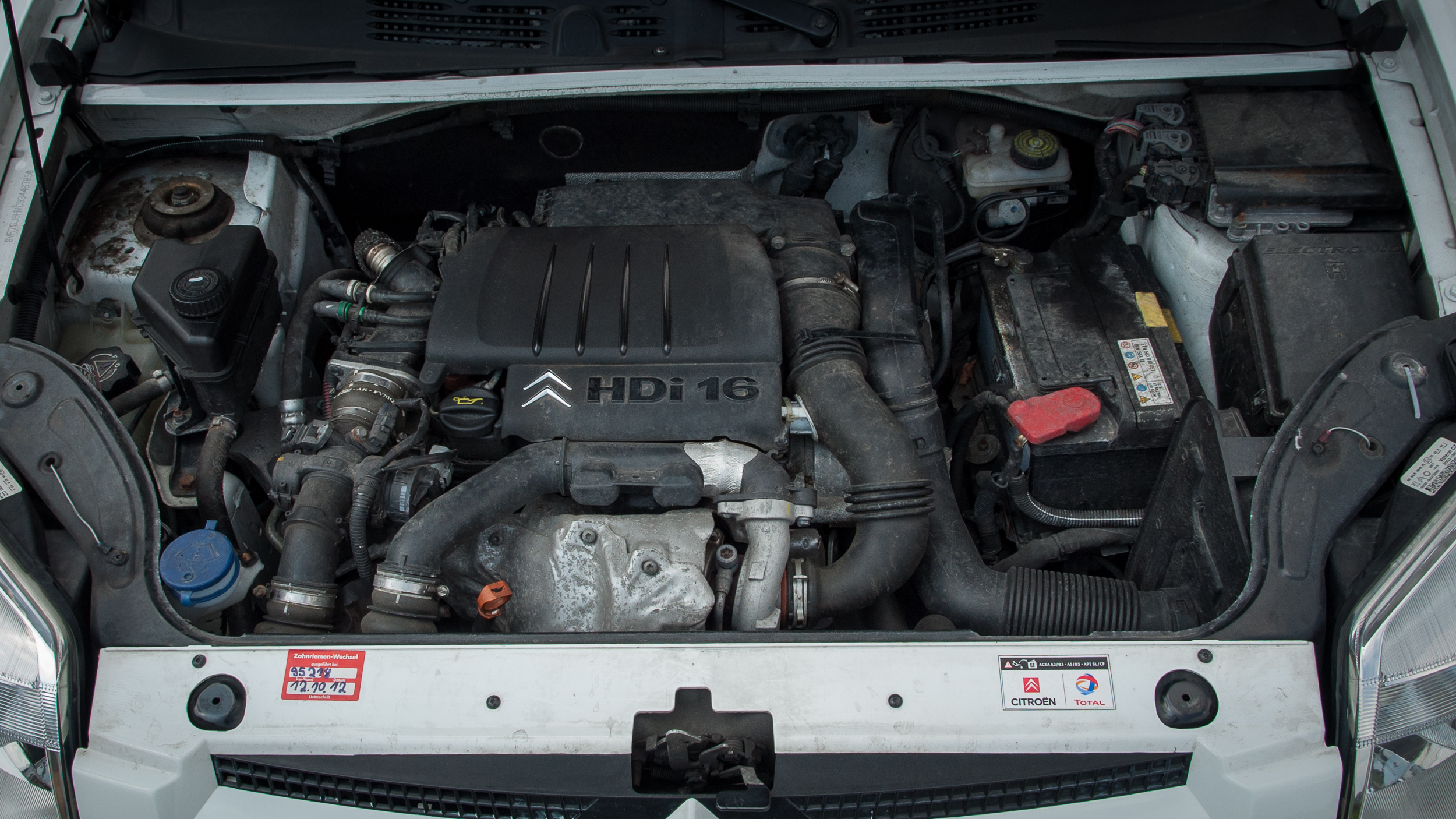
Un motore DV6B sotto il cofano di una Berlingo

Introdotto per la prima volta nel 2003 sotto il cofano della Peugeot 206 1.6 HDi, questo motore venne chiamato a sostituire le varianti turbocompresse dei precedenti motori XUD9 da 1,9 litri nelle gamme di vetture del gruppo PSA e i motori Endura-D da 1,8 litri nella gamma di modelli Ford. Tale motore è direttamente derivato dall'unità DV4, dalla quale vengono ripresi alcuni elementi, come ad esempio il gruppo aspirazione (debimetro, filtro dell'aria, ricircolo dei gas di sfiato e ripartitore dell'aria aspirata), e alcuni elementi relativi all'impianto di circolazione dell'acqua, all'alimentazione e ai cablaggi. Come anche nel caso della corrispondente unità da 1,4 litri, sono stati adottati numerosi accorgimenti allo scopo di contenere la massa totale dell'unità motrice, primo fra tutti l'utilizzo della lega di alluminio per il monoblocco, ma anche l'utilizzo di assi a camme cavi. 
Il motore DV6 (o DLD-416) è caratterizzato da misure di alesaggio e corsa pari a 75x88.3 mm e da una cilindrata di 1560 cm³. L'alimentazione è a iniezione diretta common rail con gestione elettronica fornita dalla Siemens e con pressione di alimentazione pari a 1600 bar. Ogni iniettore arriva a effettuare fino a quattro iniezioni per ogni ciclo del motore. La sovralimentazione è affidata a un turbocompressore Garrett a geometria variabile dotato di funzione overboost che garantisce per un breve periodo un leggero incremento di coppia motrice.

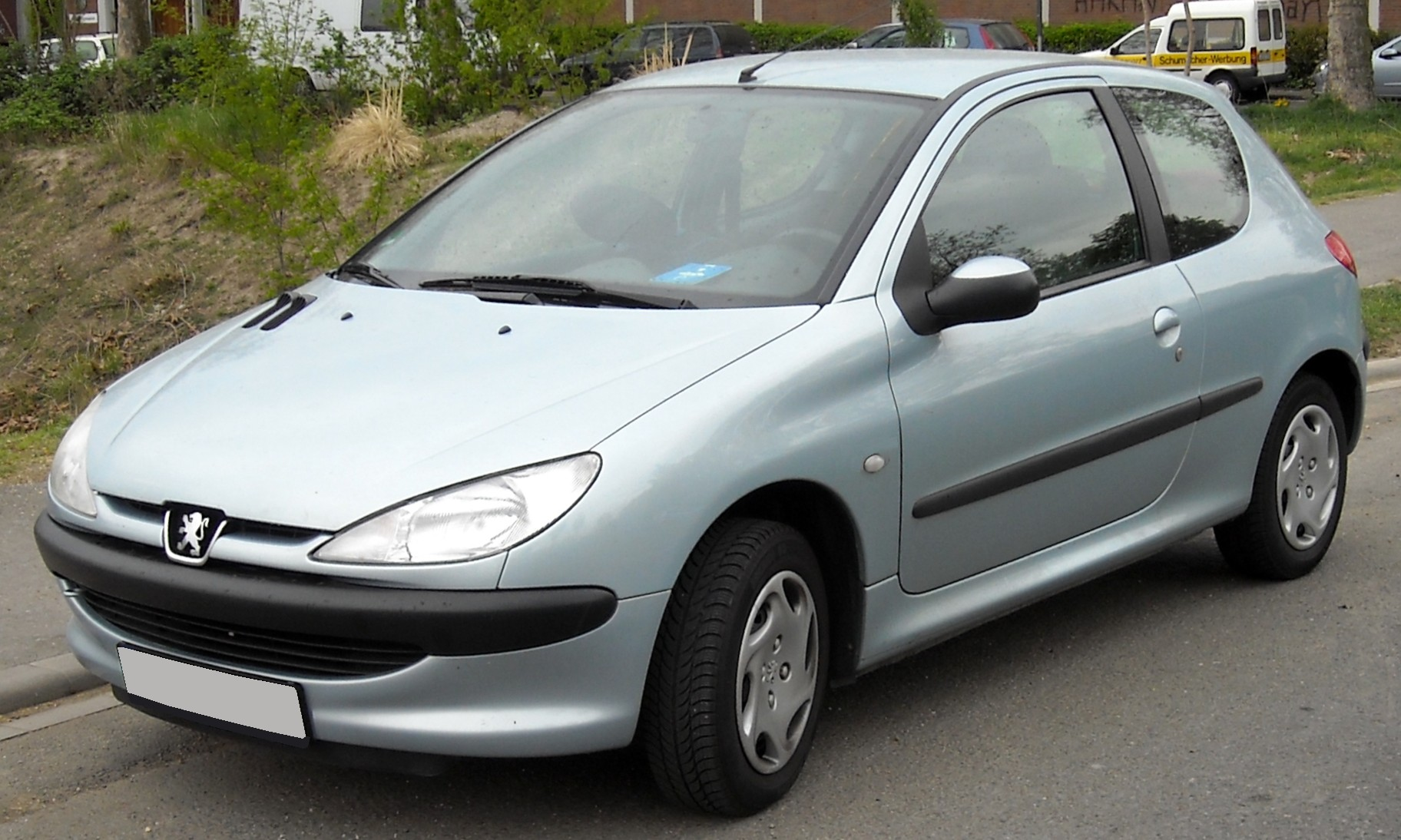
I primi motori DV6 debuttarono sotto il cofano della Peugeot 206

I primi motori DV6 hanno debuttato sotto il cofano della Peugeot 206 nella configurazione da 109 CV, che era quella di punta, caratterizzata da distribuzione di tipo bialbero in testa con quattro valvole per cilindro. Tale schema di distribuzione verrà riproposto in seguito anche su altre varianti, ma la maggior parte di quelle che sarebbero comparse negli anni a venire, specialmente le più moderne, avrebbero invece adottato paradossalmente la più semplificata soluzione a monoalbero in testa. Tra queste vanno comprese anche le successive evoluzioni della stessa variante da 109 CV, che passerà prima a 112 (+3 CV erogati a 400 giri/min in meno rispetto al predecessore) e poi a 114 CV, cambiando la sua sigla da DV6TED4 a DV6C, ma portando con sé anche numerose altre novità tecniche per consentire il passaggio dalla normativa Euro 4 alla normativa Euro 5. Tali novità comprendevano fra l'altro anche nuove camere di scoppio appositamente ridisegnate e del tipo ECCS, più efficienti e caratterizzate da un diametro maggiorato del 10%, un aumento ricavato all'interno del pistone; inoltre venne montata una nuova turbina a geometria variabile per avere una risposta più rapida a parità di giri motore e minor inerzia, venne ridotto anche il rapporto di compressione che passò da 17,5 a 16:1 per limitare la temperatura interna dei cilindri e per diminuire la produzione di NOx, venne cambiato il sistema EGR, furono sostituiti gli iniettori, a quel punto di tipo piezoelettrico a 7 fori al posto dei precedenti a solenoide a 6 fori, venne adottato un nuovo common rail prodotto dalla Continental che lavorava a una maggior pressione di iniezione, portata a circa 1.700 bar; altre modifiche riguardavano il filtro antiparticolato con intervallo di sostituzione di 180.000 Km e l'abbassamento degli attriti interni del motore.

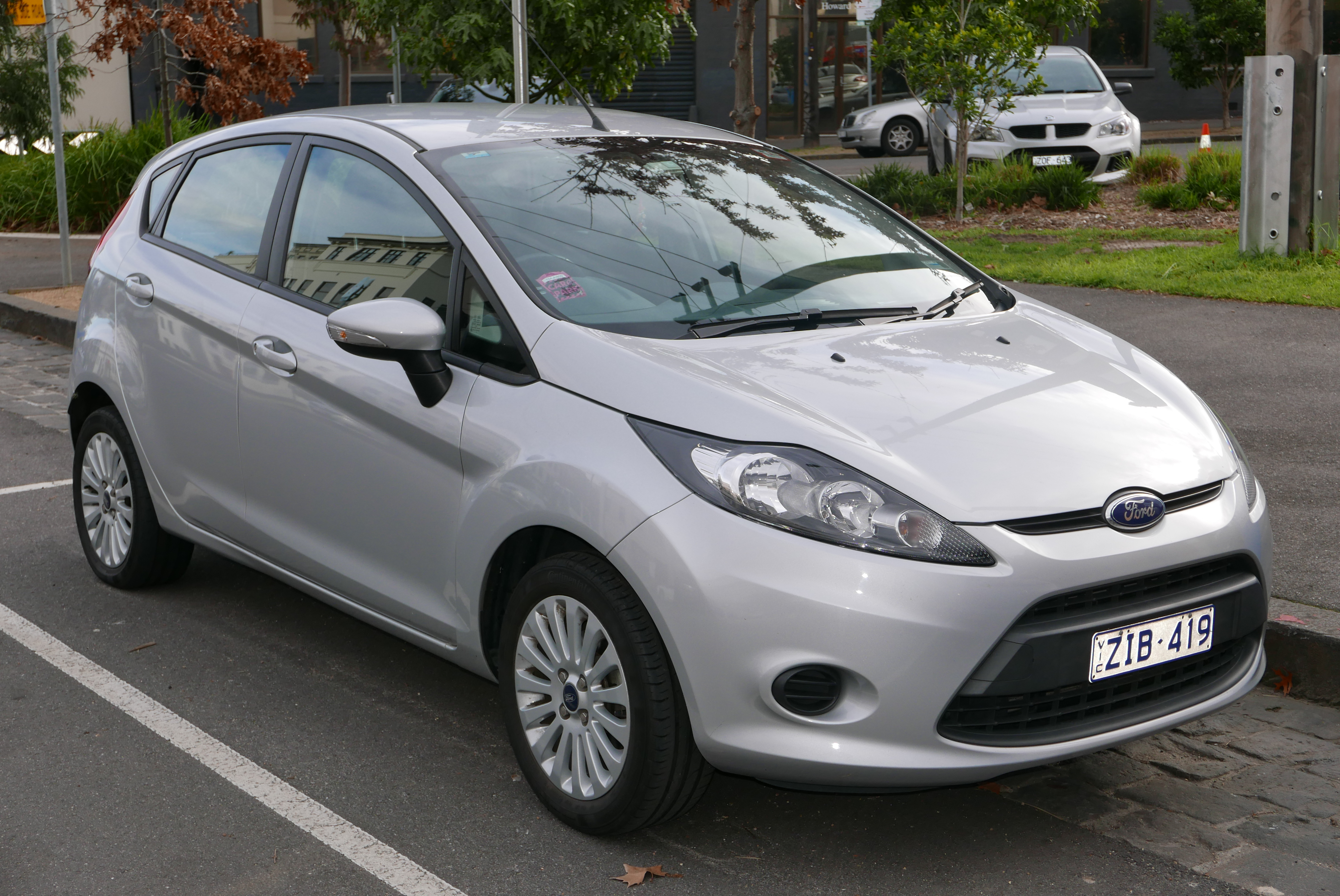
I motori DV6 hanno conosciuto anche una massiccia diffusione su modelli del gruppo Ford

In generale dall'originaria variante da 109 CV vennero derivate varianti di diversi livelli di potenza, sia maggiori che inferiori. Nelle versioni depotenziate il turbocompressore utilizzato era della KKK. Anche dalle versioni depotenziate vennero derivate evoluzioni caratterizzate dal passaggio dalla distribuzione bialbero alla monoalbero, più numerosi altri aggiornamenti analoghi a quelli già descritti.
Durante la sua lunga storia, il motore DV6/DLD-416 ha quindi conosciuto più evoluzioni ed è stato montato in un grandissimo numero di modelli sia PSA che Ford, nonché in modelli commercializzati con marchi gravitanti intorno a questi due costruttori. Del resto, una delle specifiche imposte all'inizio del progetto relativo ai motori DV / DLD fu proprio quella della facile intercambiabilità da un modello all'altro senza grossi adattamenti. Dopo gli adattamenti per passare dalla normativa Euro 3 alla Euro 4 e alla Euro 5, il 1.6 diesel PSA/Ford è arrivato all'apice evolutivo nella più moderna versione dotata di un sistema che presso il gruppo PSA viene denominato BlueHDi, e che consiste nell'iniettare piccole dosi di additivo AdBlue (un liquido a base di urea) nel gas di scarico, in modo da convertirne una grossa parte in vapore acqueo e azoto in base a una reazione chimica. Tra le altre evoluzioni degne di nota vanno segnalati anche i motori 1.6 e-HDi, questi ultimi esclusivi di PSA, e che sfruttavano la tecnologia microibrida per ridurre emissioni e consumi. Esclusiva della Ford è stata invece la variante da 95 CV, introdotta a partire dal 2010 e che è stata proposta su alcuni modelli di fascia media e bassa.
A partire dal 2017, i motori DV6 hanno cominciato a venire dapprima affiancati e in seguito sostituiti dall'unità DV5, con cilindrata di 1,5 litri, quest'ultima derivata da un motore diesel utilizzato da qualche anno su alcuni modelli Ford e rivisitato dal gruppo PSA per i suoi modelli.

## Riepilogo e applicazioni
Di seguito vengono riassunte tutte le diverse evoluzioni e varianti dei motori DV6 nel corso della sua carriera. Come già accennato, questi motori sono stati montati su numerosissimi modelli appartenenti (o appartenuti) alle due galassie Ford e PSA. Vengono quindi inclusi fra gli altri anche modelli Volvo (anche per un po' di tempo dopo il passaggio della Casa svedese alla cinese Geely), Mazda (prima del suo distacco dal gruppo Ford) e persino della Opel, dopo che questa è passata dalla General Motors al gruppo PSA.

### Gruppo PSA
| Motore DV6 |                                             |                          |                |               |                                                                       |                                    |
| Variante   | Distribuzione                               | Rapporto di compressione | Potenza CV/rpm | Coppia Nm/rpm | Applicazioni                                                          | Anni di produzione                 |
| DV6B       | Bialbero in testa, 4 valvole per cilindro   | 17,6                     | 75/4000        | 175/1750      | Citroën Berlingo Mk1 1.6 HDi 75CV                                     | 2006-08                            |
| DV6B       | Bialbero in testa, 4 valvole per cilindro   | 18                       | 75/3500        | 185/1750      | Citroën Berlingo Mk2 1.6 HDi 75CV                                     | 2008-15                            |
| DV6B       | Bialbero in testa, 4 valvole per cilindro   | 18                       | 75/3500        | 185/1750      | Peugeot Partner Mk2 1.6 HDI 75CV                                      | 2008-15                            |
| DV6FETED   | Bialbero in testa, 4 valvole per cilindro   | 16                       | 75/3500        | 233/1750      | Citroën C3 III 1.6 BlueHDi 75                                         | 09/2016-05/2018                    |
| DV6FETED   | Bialbero in testa, 4 valvole per cilindro   | 16                       | 75/3750        | 230/1750      | Peugeot 208 1.6 BlueHDi 75                                            | 04/2015-03/2019                    |
| DV6FETED   | Bialbero in testa, 4 valvole per cilindro   | 16                       | 75/3750        | 230/1750      | Peugeot Partner Mk2 1.6 BlueHDi 75                                    | 03/2015-06/2018                    |
| DV6FETED   | Bialbero in testa, 4 valvole per cilindro   | 16                       | 75/3750        | 230/1750      | Peugeot 2008 1.6 BlueHDi 75CV                                         | 08/2015-10/2019                    |
| DV6FETED   | Bialbero in testa, 4 valvole per cilindro   | 16                       | 75/3750        | 230/1750      | Citroën C3 Mk2 1.6 BlueHDi 75cv                                       | 01/2015-08/2016                    |
| DV6FETED   | Bialbero in testa, 4 valvole per cilindro   | 16                       | 75/3750        | 230/1750      | Citroen DS 3 1.6 BlueHDi 75cv / DS 3 1.6 BlueHDi 75cv                 | 01/2015-04/2019                    |
| DV6FETED   | Bialbero in testa, 4 valvole per cilindro   | 16                       | 75/3750        | 230/1750      | Citroën Berlingo Mk2 1.6 BlueHDi 75cv                                 | 03/2015-06/2018                    |
| DV6ATED4   | Bialbero in testa, 4 valvole per cilindro   | 18                       | 90/4000        | 215/1750      | Citroën C3 Mk1 1.6 HDi 90                                             | 2005-09                            |
| DV6ATED4   | Bialbero in testa, 4 valvole per cilindro   | 18                       | 90/4000        | 215/1750      | Citroën C4 Mk1 1.6 HDi 90                                             | 2004-10                            |
| DV6ATED4   | Bialbero in testa, 4 valvole per cilindro   | 18                       | 90/4000        | 215/1750      | Citroën Berlingo Mk1 1.6 HDi 90                                       | 2006-08                            |
| DV6ATED4   | Bialbero in testa, 4 valvole per cilindro   | 18                       | 90/4000        | 215/1750      | Citroën Berlingo Mk2 1.6 HDi 90                                       | 2008-10                            |
| DV6ATED4   | Bialbero in testa, 4 valvole per cilindro   | 18                       | 90/4000        | 215/1750      | Citroën Xsara Picasso 1.6 HDi 90                                      | 2006-10                            |
| DV6ATED4   | Bialbero in testa, 4 valvole per cilindro   | 18                       | 90/4000        | 215/1750      | Peugeot 207 1.6 HDi 90                                                | 2006-10                            |
| DV6ATED4   | Bialbero in testa, 4 valvole per cilindro   | 18                       | 90/4000        | 215/1750      | Peugeot 307 1.6 HDi 90                                                | 2007-10                            |
| DV6ATED4   | Bialbero in testa, 4 valvole per cilindro   | 18                       | 90/4000        | 215/1750      | Peugeot 308 Mk1 1.6 HDi 90                                            | 2007-10                            |
| DV6ATED4   | Bialbero in testa, 4 valvole per cilindro   | 18                       | 90/4000        | 215/1750      | Peugeot Partner Mk1 1.6 HDi 90                                        | 2003-08                            |
| DV6ATED4   | Bialbero in testa, 4 valvole per cilindro   | 18                       | 90/4000        | 215/1750      | Peugeot Partner Mk2 1.6 HDi 90                                        | 2008-10                            |
| DV6ATED4   | Bialbero in testa, 4 valvole per cilindro   | 18                       | 90/4000        | 215/2000      | Citroën C3 Mk2 1.6 HDi 90                                             | 2009-10                            |
| DV6D       | Monoalbero in testa, 2 valvole per cilindro | 16                       | 92/4000        | 230/1750      | Citroën C3 Mk2 1.6 HDi 92                                             | 2010-14                            |
| DV6D       | Monoalbero in testa, 2 valvole per cilindro | 16                       | 92/4000        | 230/1750      | Citroën DS3 1.6 e-HDi 92                                              | 2010-14                            |
| DV6D       | Monoalbero in testa, 2 valvole per cilindro | 16                       | 92/4000        | 230/1750      | DS 3 1.6 e-HDi 92                                                     | 2015-16                            |
| DV6D       | Monoalbero in testa, 2 valvole per cilindro | 16                       | 92/4000        | 230/1750      | Citroën C-Elysée 1.6 HDi 92                                           | 2012-16 (solo mercato cinese)      |
| DV6D       | Monoalbero in testa, 2 valvole per cilindro | 16                       | 92/4000        | 230/1750      | Citroën C4 II 1.6 HDi 92                                              | 2010-14                            |
| DV6D       | Monoalbero in testa, 2 valvole per cilindro | 16                       | 92/4000        | 230/1750      | Citroën C4 Cactus 1.6 e-HDi                                           | 06/2014-07/2015                    |
| DV6D       | Monoalbero in testa, 2 valvole per cilindro | 16                       | 92/4000        | 230/1750      | Citroën C4 Picasso Mk2 1.6 HDi 90                                     | 06/2013-05/2015                    |
| DV6D       | Monoalbero in testa, 2 valvole per cilindro | 16                       | 92/4000        | 230/1750      | Citroën Berlingo Mk2 1.6 HDi 92                                       | 2010-15                            |
| DV6D       | Monoalbero in testa, 2 valvole per cilindro | 16                       | 92/4000        | 230/1750      | Peugeot 207 1.6 HDi 92                                                | 2010-13                            |
| DV6D       | Monoalbero in testa, 2 valvole per cilindro | 16                       | 92/4000        | 230/1750      | Peugeot 208 1.6 HDi / e-HDi 92cv                                      | 03/2012-04/2015                    |
| DV6D       | Monoalbero in testa, 2 valvole per cilindro | 16                       | 92/4000        | 230/1750      | Peugeot 308 Mk1 1.6 HDi 92CV                                          | 2010-13                            |
| DV6D       | Monoalbero in testa, 2 valvole per cilindro | 16                       | 92/4000        | 230/1750      | Peugeot 308 Mk2 1.6 HDi 92cv                                          | 09/2013-03/2015                    |
| DV6D       | Monoalbero in testa, 2 valvole per cilindro | 16                       | 92/4000        | 230/1750      | Peugeot 301 1.6 HDi                                                   | 2012-15                            |
| DV6D       | Monoalbero in testa, 2 valvole per cilindro | 16                       | 92/4000        | 230/1750      | Peugeot 2008 1.6 e-HDi                                                | 03/2013-07/2015                    |
| DV6D       | Monoalbero in testa, 2 valvole per cilindro | 16                       | 92/4000        | 230/1750      | Peugeot Partner Mk2 1.6 HDi 92CV                                      | 2010-15                            |
| DV6FDTED   | Monoalbero in testa, 2 valvole per cilindro | 16,7                     | 95/3750        | 210/1500      | Peugeot Traveller/Citroën Spacetourer 1.6 BlueHDi 95                  | 03/2016-06/2018                    |
| DV6FDTED   | Monoalbero in testa, 2 valvole per cilindro | 16,7                     | 95/3750        | 210/1500      | Toyota ProAce 1.6 D-4D (95 CV)                                        | 03/2016-06/2018                    |
| DV6FDTED   | Monoalbero in testa, 2 valvole per cilindro | 16,7                     | 99/3750        | 254/1750      | Peugeot 208 1.6 BlueHDi 100                                           | 04/2015-03/2019                    |
| DV6FDTED   | Monoalbero in testa, 2 valvole per cilindro | 16,7                     | 99/3750        | 254/1750      | Peugeot 308 Mk2 1.6 BlueHDi 100                                       | 03/2014-03/2018                    |
| DV6FDTED   | Monoalbero in testa, 2 valvole per cilindro | 16,7                     | 99/3750        | 254/1750      | Peugeot Partner Mk2 1.6 BlueHDi 100                                   | 03/2015-06/2018                    |
| DV6FDTED   | Monoalbero in testa, 2 valvole per cilindro | 16,7                     | 99/3750        | 254/1750      | Peugeot 2008 1.6 BlueHDi 100CV                                        | 08/2015-06/2018                    |
| DV6FDTED   | Monoalbero in testa, 2 valvole per cilindro | 16,7                     | 99/3750        | 254/1750      | Citroën C3 Mk2 1.6 BlueHDi 99cv                                       | 01/2015-08/2016                    |
| DV6FDTED   | Monoalbero in testa, 2 valvole per cilindro | 16,7                     | 99/3750        | 254/1750      | Citroën C3 Mk3 1.6 BlueHDi 99cv                                       | 09/2016-05/2018                    |
| DV6FDTED   | Monoalbero in testa, 2 valvole per cilindro | 16,7                     | 99/3750        | 254/1750      | Citroën C3 Picasso 1.6 BlueHDi 100                                    | 05/2015-06/2017                    |
| DV6FDTED   | Monoalbero in testa, 2 valvole per cilindro | 16,7                     | 99/3750        | 254/1750      | Citroën C3 Aircross 1.6 BlueHDi 100                                   | 11/2017-07/2018                    |
| DV6FDTED   | Monoalbero in testa, 2 valvole per cilindro | 16,7                     | 99/3750        | 254/1750      | Citroën C4 Picasso Mk2 / C4 Spacetourer 1.6 BlueHDi 100               | 06/2015-08/2018                    |
| DV6FDTED   | Monoalbero in testa, 2 valvole per cilindro | 16,7                     | 99/3750        | 254/1750      | Citroën C-Elysée 1.6 BlueHDi 100                                      | dal 04/2016 (solo mercati europei) |
| DV6FDTED   | Monoalbero in testa, 2 valvole per cilindro | 16,7                     | 99/3750        | 254/1750      | Citroën DS3 1.6 BlueHDi 100cv / DS 3 1.6 BlueHDi 100cv                | 07/2014-04/2019                    |
| DV6FDTED   | Monoalbero in testa, 2 valvole per cilindro | 16,7                     | 99/3750        | 254/1750      | Citroën C4 Mk2 1.6 BlueHDi 100                                        | 01/2015-02/2018                    |
| DV6FDTED   | Monoalbero in testa, 2 valvole per cilindro | 16,7                     | 99/3750        | 254/1750      | Citroën C4 Cactus 1.6 BlueHDi                                         | 06/2014-06/2018                    |
| DV6FDTED   | Monoalbero in testa, 2 valvole per cilindro | 16,7                     | 99/3750        | 254/1750      | Citroën Berlingo Mk2 1.6 BlueHDi 100cv                                | 03/2015-06/2018                    |
| DV6FDTED   | Monoalbero in testa, 2 valvole per cilindro | 16,7                     | 99/3750        | 254/1750      | DS 4 1.6 BlueHDi 100                                                  | 04/2016-04/2018                    |
| DV6FDTED   | Monoalbero in testa, 2 valvole per cilindro | 16,7                     | 99/3750        | 254/1750      | Opel Crossland X / Vauxhall Crossland X 1.6 Turbo D (99CV)            | 03/2017-05/2018                    |
| DV6TED4    | Bialbero in testa, 4 valvole per cilindro   | 17,5                     | 109/4000       | 240/1750      | Peugeot 206 1.6 HDi 110                                               | 2003-05                            |
| DV6TED4    | Bialbero in testa, 4 valvole per cilindro   | 17,5                     | 109/4000       | 240/1750      | Peugeot 1007 1.6 HDi 110                                              | 2005-10                            |
| DV6TED4    | Bialbero in testa, 4 valvole per cilindro   | 17,5                     | 109/4000       | 240/1750      | Peugeot 207 1.6 HDi 110CV                                             | 2006-11                            |
| DV6TED4    | Bialbero in testa, 4 valvole per cilindro   | 17,5                     | 109/4000       | 240/1750      | Peugeot 307 1.6 HDi 110CV                                             | 2004-08                            |
| DV6TED4    | Bialbero in testa, 4 valvole per cilindro   | 17,5                     | 109/4000       | 240/1750      | Peugeot 308 Mk1 1.6 HDi 110CV                                         | 2007-11                            |
| DV6TED4    | Bialbero in testa, 4 valvole per cilindro   | 17,5                     | 109/4000       | 240/1750      | Peugeot 407 1.6 HDi                                                   | 2004-11                            |
| DV6TED4    | Bialbero in testa, 4 valvole per cilindro   | 17,5                     | 109/4000       | 240/1750      | Peugeot Partner Mk2 1.6 HDi 110 CV                                    | 2008-10                            |
| DV6TED4    | Bialbero in testa, 4 valvole per cilindro   | 17,5                     | 109/4000       | 240/1750      | Peugeot 3008 Mk1 1.6 HDi                                              | 2009-11                            |
| DV6TED4    | Bialbero in testa, 4 valvole per cilindro   | 17,5                     | 109/4000       | 240/1750      | Peugeot 5008 1.6 HDi                                                  | 2009-11                            |
| DV6TED4    | Bialbero in testa, 4 valvole per cilindro   | 17,5                     | 109/4000       | 240/1750      | Citroën C2 1.6 HDi VTS                                                | 2007-09                            |
| DV6TED4    | Bialbero in testa, 4 valvole per cilindro   | 17,5                     | 109/4000       | 240/1750      | Citroën C3 Mk1 1.6 HDi 110CV                                          | 2006-09                            |
| DV6TED4    | Bialbero in testa, 4 valvole per cilindro   | 17,5                     | 109/4000       | 240/1750      | Citroën C3 Mk2 1.6 HDi 110CV                                          | 2009-11                            |
| DV6TED4    | Bialbero in testa, 4 valvole per cilindro   | 17,5                     | 109/4000       | 240/1750      | Citroën C4 Mk1 1.6 HDi                                                | 2004-10                            |
| DV6TED4    | Bialbero in testa, 4 valvole per cilindro   | 17,5                     | 109/4000       | 240/1750      | Citroën C4 Picasso/Grand Picasso Mk1 1.6 HDi                          | 2006-11                            |
| DV6TED4    | Bialbero in testa, 4 valvole per cilindro   | 17,5                     | 109/4000       | 240/1750      | Citroën C5 Mk1 1.6 HDi                                                | 2004-08                            |
| DV6TED4    | Bialbero in testa, 4 valvole per cilindro   | 17,5                     | 109/4000       | 240/1750      | Citroën C5 Mk2 1.6 HDi                                                | 2008-10                            |
| DV6TED4    | Bialbero in testa, 4 valvole per cilindro   | 17,5                     | 109/4000       | 240/1750      | Citroën Berlingo Mk2 1.6 HDi 110CV                                    | 2008-15                            |
| DV6TED4    | Bialbero in testa, 4 valvole per cilindro   | 17,5                     | 109/4000       | 240/1750      | Citroën Xsara Picasso 1.6 HDi 110CV                                   | 2004-10                            |
| DV6C       | Monoalbero in testa, 2 valvole per cilindro | 16                       | 112/3600       | 270/1750      | Peugeot 207 1.6 HDi 110                                               | 2011-12                            |
| DV6C       | Monoalbero in testa, 2 valvole per cilindro | 16                       | 112/3600       | 270/1750      | Peugeot 308 Mk1 1.6 HDi 112 CV                                        | 2011-13                            |
| DV6C       | Monoalbero in testa, 2 valvole per cilindro | 16                       | 112/3600       | 270/1750      | Peugeot 407 1.6 HDi                                                   | 2009-10                            |
| DV6C       | Monoalbero in testa, 2 valvole per cilindro | 16                       | 112/3600       | 270/1750      | Peugeot 508 1.6 HDi                                                   | 10/2010-12/2012                    |
| DV6C       | Monoalbero in testa, 2 valvole per cilindro | 16                       | 112/3600       | 270/1750      | Peugeot Partner Mk2 1.6 HDi 112CV                                     | 2010-12                            |
| DV6C       | Monoalbero in testa, 2 valvole per cilindro | 16                       | 112/3600       | 270/1750      | Peugeot 5008 Mk1 1.6 HDi 112CV                                        | 2011-12                            |
| DV6C       | Monoalbero in testa, 2 valvole per cilindro | 16                       | 112/3600       | 270/1750      | Peugeot 3008 Mk1 1.6 HDi 112CV                                        | 2011-12                            |
| DV6C       | Monoalbero in testa, 2 valvole per cilindro | 16                       | 112/3600       | 270/1750      | Citroën C3 Mk2 1.6 HDi 110CV                                          | 2011-13                            |
| DV6C       | Monoalbero in testa, 2 valvole per cilindro | 16                       | 112/3600       | 270/1750      | Citroën DS3 1.6 HDi 110 CV                                            | 2010-12                            |
| DV6C       | Monoalbero in testa, 2 valvole per cilindro | 16                       | 112/3600       | 270/1750      | Citroën C4 Mk2 1.6 HDi                                                | 2010-12                            |
| DV6C       | Monoalbero in testa, 2 valvole per cilindro | 16                       | 112/3600       | 270/1750      | Citroën C4 Picasso/Grand Picasso Mk1 1.6 HDi                          | 2011-13                            |
| DV6C       | Monoalbero in testa, 2 valvole per cilindro | 16                       | 112/3600       | 270/1750      | Citroën DS4 1.6 HDi                                                   | 2011-12                            |
| DV6C       | Monoalbero in testa, 2 valvole per cilindro | 16                       | 112/3600       | 270/1750      | Citroën DS5 1.6 e-HDi                                                 | 2011-12                            |
| DV6C       | Monoalbero in testa, 2 valvole per cilindro | 16                       | 112/3600       | 270/1750      | Citroën C5 Mk2 1.6 HDi                                                | 2010-12                            |
| DV6C       | Monoalbero in testa, 2 valvole per cilindro | 16                       | 112/3600       | 270/1750      | Citroën Berlingo Mk2 1.6 HDi 110CV                                    | 2011-12                            |
| DV6C       | Monoalbero in testa, 2 valvole per cilindro | 16                       | 114/3600       | 270/1750      | Peugeot 208 1.6 HDi 115CV                                             | 03/2012-04/2015                    |
| DV6C       | Monoalbero in testa, 2 valvole per cilindro | 16                       | 114/3600       | 270/1750      | Peugeot Partner Mk1 1.6 HDi 115CV                                     | 2012-15                            |
| DV6C       | Monoalbero in testa, 2 valvole per cilindro | 16                       | 114/3600       | 270/1750      | Peugeot 5008 Mk1 1.6 HDi 115CV                                        | 2012-15                            |
| DV6C       | Monoalbero in testa, 2 valvole per cilindro | 16                       | 114/3600       | 270/1750      | Peugeot 2008 1.6 e-HDi 115cv                                          | 03/2013-12/2014                    |
| DV6C       | Monoalbero in testa, 2 valvole per cilindro | 16                       | 114/3600       | 270/1750      | Peugeot 3008 Mk1 1.6 HDi 112CV                                        | 2012-15                            |
| DV6C       | Monoalbero in testa, 2 valvole per cilindro | 16                       | 114/3600       | 270/1750      | Peugeot 4008 I 1.6 HDi                                                | 2012-17                            |
| DV6C       | Monoalbero in testa, 2 valvole per cilindro | 16                       | 114/3600       | 270/1750      | Citroën DS3 1.6 HDi 110 CV                                            | 2012-14                            |
| DV6C       | Monoalbero in testa, 2 valvole per cilindro | 16                       | 114/3600       | 270/1750      | Citroën C4 Mk2 1.6 e-HDi                                              | 2012-15                            |
| DV6C       | Monoalbero in testa, 2 valvole per cilindro | 16                       | 114/3600       | 270/1750      | Citroën DS4 1.6 HDi                                                   | 2012-15                            |
| DV6C       | Monoalbero in testa, 2 valvole per cilindro | 16                       | 114/3600       | 270/1750      | Citroën DS5 1.6 e-HDi                                                 | 2012-15                            |
| DV6C       | Monoalbero in testa, 2 valvole per cilindro | 16                       | 114/3600       | 270/1750      | Citroën C4 Picasso Mk2 / C4 Spacetourer 1.6 1.6 e-HDi                 | 06/2013-05/2015                    |
| DV6C       | Monoalbero in testa, 2 valvole per cilindro | 16                       | 114/3600       | 270/1750      | Citroën C4 Aircross 1.6 HDi                                           | 2012-17                            |
| DV6C       | Monoalbero in testa, 2 valvole per cilindro | 16                       | 114/3600       | 270/1750      | Citroën C5 Mk2 1.6 HDi                                                | 2013-15                            |
| DV6C       | Monoalbero in testa, 2 valvole per cilindro | 16                       | 114/3600       | 270/1750      | Citroën Berlingo Mk2 1.6 HDi 110CV                                    | 2012-15                            |
| DV6FCTED   | Monoalbero in testa, 2 valvole per cilindro | 16                       | 115/3750       | 300/1750      | Peugeot Traveller/Citroën Spacetourer 1.6 BlueHDi 115                 | 03/2016-06/2018                    |
| DV6FCTED   | Monoalbero in testa, 2 valvole per cilindro | 16                       | 115/3750       | 300/1750      | Toyota ProAce 1.6 D-4D (115CV)                                        | 03/2016-06/2018                    |
| DV6FCTED   | Monoalbero in testa, 2 valvole per cilindro | 16                       | 120/3500       | 300/1750      | Peugeot 208 1.6 BlueHDi 120                                           | 04/2015-03/2019                    |
| DV6FCTED   | Monoalbero in testa, 2 valvole per cilindro | 16                       | 120/3500       | 300/1750      | Peugeot 308 Mk2 1.6 BlueHDi                                           | 05/2014-03/2018                    |
| DV6FCTED   | Monoalbero in testa, 2 valvole per cilindro | 16                       | 120/3500       | 300/1750      | Peugeot 2008 1.6 BlueHDi                                              | 02/2015-06/2018                    |
| DV6FCTED   | Monoalbero in testa, 2 valvole per cilindro | 16                       | 120/3500       | 300/1750      | Peugeot 3008 I 1.6 BlueHDi                                            | 03/2015-07/2016                    |
| DV6FCTED   | Monoalbero in testa, 2 valvole per cilindro | 16                       | 120/3500       | 300/1750      | Peugeot 3008 II 1.6 BlueHDi 120                                       | 07/2016-11/2017                    |
| DV6FCTED   | Monoalbero in testa, 2 valvole per cilindro | 16                       | 120/3500       | 300/1750      | Peugeot 5008 1.6 BlueHDi                                              | 03/2015-12/2016                    |
| DV6FCTED   | Monoalbero in testa, 2 valvole per cilindro | 16                       | 120/3500       | 300/1750      | Peugeot 5008 II 1.6 BlueHDi 120cv                                     | 02/2017-11/2017                    |
| DV6FCTED   | Monoalbero in testa, 2 valvole per cilindro | 16                       | 120/3500       | 300/1750      | Peugeot Partner Mk2 1.6 BlueHDi 120                                   | 03/2015-06/2018                    |
| DV6FCTED   | Monoalbero in testa, 2 valvole per cilindro | 16                       | 120/3500       | 300/1750      | Citroën DS3 1.6 BlueHDi 120cv / DS 3 1.6 BlueHDi 120cv                | 07/2014-04/2019                    |
| DV6FCTED   | Monoalbero in testa, 2 valvole per cilindro | 16                       | 120/3500       | 300/1750      | Citroën C3 Aircross 1.6 BlueHDi 120                                   | 11/2017-07/2018                    |
| DV6FCTED   | Monoalbero in testa, 2 valvole per cilindro | 16                       | 120/3500       | 300/1750      | Citroën C4 Mk2 1.6 BlueHDi 120                                        | 01/2015-02/2018                    |
| DV6FCTED   | Monoalbero in testa, 2 valvole per cilindro | 16                       | 120/3500       | 300/1750      | Citroën C4 Picasso Mk2 1.6 BlueHDi 120/C4 Spacetourer 1.6 BlueHDi 120 | 06/2015-08/2018                    |
| DV6FCTED   | Monoalbero in testa, 2 valvole per cilindro | 16                       | 120/3500       | 300/1750      | Citroën DS4 1.6 BlueHDi DS4 1.6 BlueHDi                               | 12/2014-04/2018                    |
| DV6FCTED   | Monoalbero in testa, 2 valvole per cilindro | 16                       | 120/3500       | 300/1750      | Citroën DS5 1.6 BlueHDi DS5 1.6 BlueHDi                               | 12/2013-05/2018                    |
| DV6FCTED   | Monoalbero in testa, 2 valvole per cilindro | 16                       | 120/3500       | 300/1750      | Citroën Berlingo Mk2 1.6 BlueHDi 120cv                                | 03/2015-06/2018                    |
| DV6FCTED   | Monoalbero in testa, 2 valvole per cilindro | 16                       | 120/3500       | 300/1750      | Opel Crossland X / Vauxhall Crossland X 1.6 Turbo D (120CV)           | 03/2017-06/2018                    |
| DV6FCTED   | Monoalbero in testa, 2 valvole per cilindro | 16                       | 120/3500       | 300/1750      | Opel Grandland X / Vauxhall Grandland X 1.6 Turbo D                   | 07/2017-05/2018                    |

### Gruppo Ford
Di seguito vengono riepilogate le caratteristiche e le applicazioni dei motori DLD-416 presso il gruppo Ford, che per tali varianti prevedeva una codifica interna a 4 caratteri in modo da distinguere fra una variante e l'altra. Tali codici possono variare anche a parità di variante, a seconda del modello e di alcune differenze meno evidenti. In questa tabella, vengono mostrati anche i codici interni ai marchi in quel periodo annessi al gruppo Ford (Volvo e Mazda).
| Motore DLD-416            |                                             |                          |                |                |                                    |                    |
| Variante                  | Distribuzione                               | Rapporto di compressione | Potenza CV/rpm | Coppia Nm/rpm  | Applicazioni                       | Anni di produzione |
| HHJF / UBJA               | Bialbero in testa, 4 valvole per cilindro   | 18,3                     | 75/4000        | 185/1750       | Ford Fiesta Mk7 1.6 TDCi 75CV      | 10/2008-07/2010    |
| UBGA                      | Monoalbero in testa, 2 valvole per cilindro | 16                       | 75/3500        | 220/1500       | Ford Tourneo Connect 1.6 TDCi 75CV | 2014-16            |
| HHJA / HHJD               | Bialbero in testa, 4 valvole per cilindro   | 18                       | 90/4000        | 204/1750       | Ford Fiesta Mk6 1.6 TDCi           | 03/2005-08/2008    |
| HHJA / HHJD               | Bialbero in testa, 4 valvole per cilindro   | 18                       | 90/4000        | 204/1750       | Ford Fiesta Mk7 1.6 TDCi 90CV      | 08/2008-02/2010    |
| HHJA / HHJD               | Bialbero in testa, 4 valvole per cilindro   | 18                       | 90/4000        | 204/1750       | Ford Fusion 1.6 TDCi               | 2005-10            |
| HHDA                      | Bialbero in testa, 4 valvole per cilindro   | 18                       | 90/4000        | 215/1750       | Ford Focus Mk2 1.6 TDCi 90CV       | 01/2005-11/2010    |
| HHDB                      | Bialbero in testa, 4 valvole per cilindro   | 18                       | 90/4000        | 215/1750       | Ford Focus C-Max 1.6 TDCi          | 02/2005-02/2008    |
| Y602                      | Bialbero in testa, 4 valvole per cilindro   | 18,3                     | 90/4000        | 215/1750       | Mazda 2 Mk2 1.6 TD                 | 06/2009-09/2010    |
| Y602                      | Bialbero in testa, 4 valvole per cilindro   | 18,3                     | 90/4000        | 215/1750       | Mazda 3 Mk1 1.6 MZ-CD (90CV)       | 2006-2009          |
| T3JA                      | Monoalbero in testa, 2 valvole per cilindro | 16                       | 95/4000        | 200/2000       | Ford Fiesta Mk6 1.6 TDCi           | 09/2012-04/2017    |
| TZJA                      | Monoalbero in testa, 2 valvole per cilindro | 16                       | 95/4000        | 205/ 1750-3000 | Ford Fiesta Mk6 1.6 TDCi           | 02/2010-09/2012    |
| TZJA                      | Monoalbero in testa, 2 valvole per cilindro | 16                       | 95/4000        | 205/ 1750-3000 | Mazda 2 Mk2 1.6 TD                 | 09/2010–03/2014    |
| T3JB                      | Monoalbero in testa, 2 valvole per cilindro | 16                       | 95/3800        | 215/ 1750-2550 | Ford B-Max 1.6 TDCi                | 06/2012-09/2017    |
| T3DB / TZGA               | Monoalbero in testa, 2 valvole per cilindro | 16                       | 95/3600        | 230/ 1500-2000 | Ford Focus Mk3 1.6 TDCi 95CV       | 12/2010-05/2015    |
| T3DB / TZGA               | Monoalbero in testa, 2 valvole per cilindro | 16                       | 95/3600        | 230/ 1500-2000 | Ford C-MAX 1.6 TDCi 95CV           | 10/2010-03/2015    |
| T3DB / TZGA               | Monoalbero in testa, 2 valvole per cilindro | 16                       | 95/3600        | 230/ 1500-2000 | Ford Tourneo Connect 1.6 TDCi 95CV | 2014-16            |
| NGDA                      | Monoalbero in testa, 2 valvole per cilindro | 16                       | 105/3600       | 270/ 1750-2000 | Ford Focus Mk3 1.6 TDCi ECOnetic   | 04/2012-05/2015    |
| G8DA / G8DB / G8DD / G8DF | Bialbero in testa, 4 valvole per cilindro   | 18,3                     | 109/4000       | 240/1750       | Ford Focus Mk2 1.6 TDCi 110CV      | 08/2004-11/2010    |
| G8DA / G8DB / G8DD / G8DF | Bialbero in testa, 4 valvole per cilindro   | 18,3                     | 109/4000       | 240/1750       | Ford Focus C-Max 1.6 TDCi 110CV    | 05/2003–09/2010    |
| Y601                      | Bialbero in testa, 4 valvole per cilindro   | 18,3                     | 109/4000       | 240/1750       | Mazda 3 Mk1 1.6 MZ-CD              | 2003-09            |
| Y601                      | Bialbero in testa, 4 valvole per cilindro   | 18,3                     | 109/4000       | 240/1750       | Mazda 3 Mk2 1.6 MZ-CD              | 03/2009-10/2010    |
| D4164T                    | Bialbero in testa, 4 valvole per cilindro   | 18,3                     | 109/4000       | 240/1750       | Volvo C30 1.6 D2                   | 10/2006-09/2010    |
| D4164T                    | Bialbero in testa, 4 valvole per cilindro   | 18,3                     | 109/4000       | 240/1750       | Volvo S40 Mk2 1.6 D                | 01/2005-04/2010    |
| D4164T                    | Bialbero in testa, 4 valvole per cilindro   | 18,3                     | 109/4000       | 240/1750       | Volvo V50 1.6 D                    | 01/2005-04/2010    |
| D4164T                    | Bialbero in testa, 4 valvole per cilindro   | 18,3                     | 109/4000       | 240/1750       | Volvo V70 D                        | 04/2009-10/2010    |
| T1DA / T1DB / T1GA        | Monoalbero in testa, 2 valvole per cilindro | 16                       | 115/3600       | 270/ 1750-2500 | Ford Focus Mk3 1.6 TDCi 115CV      | 12/2010-05/2015    |
| T1DA / T1DB / T1GA        | Monoalbero in testa, 2 valvole per cilindro | 16                       | 115/3600       | 270/ 1750-2500 | Ford C-MAX 1.6 TDCi 115CV          | 10/2010-03/2015    |
| T1DA / T1DB / T1GA        | Monoalbero in testa, 2 valvole per cilindro | 16                       | 115/3600       | 270/ 1750-2500 | Ford Tourneo 1.6 TDCi 115CV        | 2013-15            |
| D4162T                    | Monoalbero in testa, 2 valvole per cilindro | 16                       | 115/3600       | 270/ 1750-2500 | Volvo C30 D2                       | 04/2010-12/2012    |
| D4162T                    | Monoalbero in testa, 2 valvole per cilindro | 16                       | 115/3600       | 270/ 1750-2500 | Volvo S40/V50 DRIVe                | 04/2010-05/2012    |
| D4162T                    | Monoalbero in testa, 2 valvole per cilindro | 16                       | 115/3600       | 270/ 1750-2500 | Volvo V40 D2                       | 05/2012-04/2015    |
| D4162T                    | Monoalbero in testa, 2 valvole per cilindro | 16                       | 115/3600       | 270/ 1750-2500 | Volvo S60 Mk2 1.6 D2               | 02/2011-04/2015    |
| D4162T                    | Monoalbero in testa, 2 valvole per cilindro | 16                       | 115/3600       | 270/ 1750-2500 | Volvo V60 1.6 D2                   | 02/2011-04/2015    |
| D4162T                    | Monoalbero in testa, 2 valvole per cilindro | 16                       | 115/3600       | 270/ 1750-2500 | Volvo V70 D2                       | 05/2011-03/2015    |

### Altre applicazioni
I motori DV6 o DLD-416, che dir si voglia, hanno visto anche alcune applicazioni da parte di altri costruttori non direttamente legati al gruppo PSA o al gruppo Ford, ma in ogni caso forti di alcuni accordi e alleanze industriali. Di seguito vengono riepilogate queste applicazioni:
| Motore DV6 / DLD-416: altre applicazioni |                                             |                          |                |               |                         |                    |
| Variante                                 | Distribuzione                               | Rapporto di compressione | Potenza CV/rpm | Coppia Nm/rpm | Applicazioni            | Anni di produzione |
| 1.                                       | Bialbero in testa, 4 valvole per cilindro   | 18                       | 90/4000        | 215/1750      | Mini One D              | 2009-10            |
| 1.                                       | Bialbero in testa, 4 valvole per cilindro   | 18                       | 90/4000        | 215/1750      | Suzuki SX4 1.6 DDiS     | 2007-08            |
| 2.                                       | Bialbero in testa, 4 valvole per cilindro   | 18                       | 109/4000       | 240/1750      | Mini Cooper D           | 2007-11            |
| 3.                                       | Monoalbero in testa, 2 valvole per cilindro | 16                       | 114/3600       | 270/1750      | Mitsubishi ASX 1.6 DI-D | dal 09/2015        |